# Leigh, Kent
Leigh (engelskt uttal: [ˈlaɪ]) är en ort och civil parish i grevskapet Kent i sydöstra England. Orten ligger i distriktet Sevenoaks, cirka 9 kilometer söder om Sevenoaks och cirka 4 kilometer väster om Tonbridge. Tätorten (built-up area) hade 1 106 invånare vid folkräkningen år 2021.